# Germain Métier
Pour les articles homonymes, voir Métier.
Germain Métier (né le 1er janvier 1758 à Ladon et mort à Nemours le 14 mars 1825) est un prêtre constitutionnel devenu un farouche partisan de la déchristianisation et une personnalité de la Révolution française.

## Un prêtre de campagne
C'est à Ladon, modeste village du Loiret, que le futur révolutionnaire nait le 1er janvier 1758 dans une famille de marchands. La situation de sa paroisse à la fin de l'Ancien Régime peut influencer ses engagements ultérieurs. Après le rachat de la seigneurie de Ladon en 1770 par le marquis Lescalopier, un conflit récurrent oppose les habitants à leur seigneur, d'abord à propos de la remise en usage des droits de corvée, puis au sujet de la réfection du terrier. Le père de Germain Métier joue lui-même un rôle dans cet antagonisme. En 1778, alors qu'il est syndic de sa paroisse, il est chargé de représenter l'assemblée des habitants dans la procédure qu'ils ont engagée contre un droit de retenue dans leurs déclarations mensuelles auquel prétend leur seigneur. En 1780, Germain Métier est clerc tonsuré au grand séminaire de Sens et va devenir prêtre. Un peu avant 1789 il exerce en l'église de  Fontenailles, village situé à une vingtaine de kilomètres à l'est de Melun sur la route de Nangis. Quoique appartenant à un des deux ordres privilégiés de l'Ancien régime, Germain Métier n'occupe qu'une modeste charge de curé de campagne et vit au contact du peuple des paysans  briards. Comme nombre de membres du bas clergé, il est possible d'imaginer que, faisant certainement partie des rares habitants de sa paroisse à maîtriser l'écrit, il participe dans son village à la rédaction des cahiers de doléances préparatoires aux  États généraux.

## Un curé révolutionnaire
Fin 1789, Métier est nommé curé de la paroisse Saint-Liesne à Melun, quartier populaire d'une ville qui compte alors 5 000 habitants. Il y arrive dans un contexte politique nouveau. Les États généraux se sont transformés en Assemblée Constituante. Sous la pression du peuple, le roi Louis XVI a dû en outre accepter l'abolition des privilèges et la  Déclaration des droits de l'Homme et du citoyen. Dans toutes les villes du pays se forment des municipalités et, dans ce vaste mouvement institutionnel et politique, Métier est élu officier municipal de Melun Il prend alors toute sa part aux célébrations locales de la Fête de la Fédération qui se déroule place Saint-Jean le 14 juillet 1790. En parallèle à cette activité politique, Métier assume sa charge de prêtre qu'il n'oppose jamais à ses convictions révolutionnaires. 
Pilier historique d'une monarchie d'ordre divin, l'Eglise est ébranlée par la Révolution qui lui impose la vente de ses immenses propriétés ainsi qu'une constitution civile du clergé. Au terme de cette dernière, les curés et évêques seront en effet désormais élus et devront prêter un serment de fidélité au nouveau régime. La hiérarchie catholique mène une violente offensive contre ce texte tandis que Métier s'en fait, quant à lui, un ardent promoteur. Élu prêtre jureur de l'église Saint-Aspais, il diffuse en novembre 1790 une brochure enflammée invitant le bas clergé à adhérer à la Révolution. Ce n'est que progressivement qu'il devient républicain au fil de l'évolution d'un contexte national entre autres marqué par la fuite du roi en juin 1791, la déclaration de guerre en 1792 et la chute de la royauté le 10 août de la même année.

## Le Marat melunais
La  première République est proclamée après la victoire de Valmy. Tous les organes locaux sont dès lors renouvelés tandis qu'une Convention nationale est élue au suffrage universel masculin. Métier est élu président du Directoire du département de Seine-et-Marne en novembre 1792 et prend une place grandissante au club des jacobins de Melun. Dans le conflit entre Girondins et Montagnards qui traverse la Convention, il se range sans surprise dans les rangs de la Montagne plus proche, à ses yeux, des revendications populaires. En mars 1793, il prend la tête du comité de surveillance dont le rôle est d'encourager le zèle républicain des melunais.
Après la prise du pouvoir par ses amis politiques Montagnards en juin 1793, le rôle de Métier grandit encore. La situation de la Révolution est alors critique : les armées des monarchies européennes coalisées cernent le pays, la  Vendée est en rébellion ouverte. Pour ceux qui sont attachés aux conquêtes politiques acquises depuis 1789, les circonstances justifient des prises de décisions radicales. Les prêtres réfractaires, opposants notables à la République, sont emprisonnés dans le quartier Saint-Ambroise au sud de Melun. Le député Dubouchet envoyé en mission dans le département délègue ses pouvoirs à Métier en septembre 1793. Ce dernier forme un comité de salut public local de douze citoyens dont les réunions se tiennent dans l'hôtel de la Galère, situé dans l'actuelle rue Carnot à Melun. Régler le problème des subsistances est une urgence. Plusieurs émeutes ont éclaté à Melun depuis le printemps 1789. Le marché au blé qui se tient chaque samedi matin en est le cadre et la hausse des prix du pain la cause. La loi du Maximum proclamée le 29 septembre 1793 prévoit qu'une liste de trente-quatre produits ne puisse excéder un certain prix. 
Métier se veut être l'ennemi implacable des spéculateurs qui profitent de la misère du peuple pour s'enrichir. A ce titre, il destitue ainsi de leurs fonctions tous les responsables qu'il juge trop modérés. Les administrateurs des communes de Melun, Fontainebleau et Nemours en font les frais. Métier installe des proches et puise dans la sans-culotterie des hommes d'extraction modestes dont la Révolution marque l'irruption sur la scène politique. Il accompagne aussi la politique de déchristianisation et renvoie à la Convention ses lettres de prêtrise pour signifier l'abandon de son sacerdoce. L'église Saint-Aspais de Melun est transformée en atelier de salpêtre pour soutenir l'effort de guerre tandis que l'église Notre-Dame devient un lieu de stockage pour le fourrage. Sous son mandat, les rues melunaises changent de dénomination et notamment toutes celles qui demeurait empreintes d'une référence religieuse. En décembre 1793, l'ancien curé donne un éclat particulier à des fêtes en l'honneur de Jean-Paul Marat assassiné quelques mois auparavant et à qui est rendu un véritable culte laïc. Un pont de la ville prend son nom. Derrière le buste du journaliste assassiné, les militants jacobins melunais défilent jusqu'à l'église de Vaux-le-Pénil. Accompagné de sans-culottes, Métier qui apparaît localement à la tête du mouvement de déchristianisation, profane le tombeau de Louis VII à l'abbaye de Barbeau à l'instar de ce qui fut fait pour d'autres capétiens à la nécropole royale de la basilique de Saint-Denis.

## Une cible de la réaction thermidorienne
Au cours de ces quelques mois, Métier s'attire des haines tenaces qui bientôt rejailliront avec éclat contre lui. Acculé par des circonstances difficiles et convaincu de son combat, il commet d'indéniables excès d'autorité. Son attitude est dénoncée par une dénommée Lesieur, épouse d'un receveur de la Loterie nationale arrêté sur ordre de Métier pour « agiotage». Elle adresse à la Convention une véhémente lettre accusant le Marat melunais d'instaurer de trop lourdes taxes sur les riches. Elle espère le faire tomber mais son mémoire n'est pas suivi d'effet. C'est de Fontainebleau que viennent les accusations les plus lourdes. Des membres de la société populaire de cette ville dénoncent « le tyran » Métier et déclenchent une enquête de la Convention nationale. Le curé rouge se voit retirer ses pouvoirs exceptionnels tandis que tombe son modèle parisien,  Jacques Roux. 
C'est toutefois après la chute de Robespierre, en juillet 1794, que Métier devient une cible pour la réaction bourgeoise et thermidorienne qui triomphe. Il est d'abord exclu du club des Jacobins et dénoncé comme un extrémiste. Les Jacobins melunais, au demeurant politiquement vaincus, sont désarmés et jugés en mars 1795. Réfugié à Paris, Métier est arrêté à l'été 1795 à une époque où sévit à Paris après germinal la répression thermidorienne contre les derniers montagnards. On perd ensuite sa trace pendant deux ans. En juin 1797, il acquiert une librairie à Nemours, rue de Paris. Marié, père d'une fille, il vit alors discrètement de son travail jusqu'à sa mort qui intervient le 14 mars 1825.

## Citation
« Le clergé ne sera donc plus divisé en deux classes dont l'une s'était appropriée les richesses et les honneurs, l'autre livrée à de pénibles et continuelles occupations manquait du nécessaire et était abandonnée au plus outrageant despotisme »